# Sean Fitzpatrick
Sean Brian Thomas Fitzpatrick KNZM (Auckland, 4 de junio de 1963) es un exjugador neozelandés de rugby que se desempeñaba como hooker. Actualmente es un empresario en su país.
Es considerado el mejor jugador en su posición de la historia, fue votado por la revista Rugby World como el segundo mejor All Black del siglo XX, por detrás de Colin Meads. Desde 2014 es miembro del Salón de la Fama de la World Rugby.

## Selección nacional
Fitzpatrick debutó en los All Blacks en 1986 ante Les Blues. Fue parte de la gira prohibida de los Caballeros All Blacks.
En 1992 fue nombrado capitán del equipo nacional, cargo que ocupó hasta su retiro en 1997. Por su contribución al rugby de su país, le fue otorgado la Orden del Mérito de Nueva Zelanda en 1997.

### Participaciones en Copas del Mundo
Disputó la Copa del Mundo de Rugby de Nueva Zelanda 1987 donde los All Blacks mostraron claramente su alto nivel de principio a fin del torneo ganando su grupo con amplias victorias ante Italia 70-6, Fiyi 74-13 y Argentina 46-15. Superaron cómodamente a Escocia en cuartos y a los dragones rojos en semifinales, finalmente derrotaron en la final a Francia de gran nivel con Philippe Sella y Serge Blanco en sus filas, por 29-9. Cuatro años más tarde en Inglaterra 1991: los All Blacks ganarían su grupo, venciendo al XV de la Rosa (que luego sería subcampeón del torneo). Derrotaron a Canadá 29-13 en cuartos de final y serían vencidos en semifinales por los Wallabies en un recordado partido que tuvo al mejor David Campese que se recuerde en el lado de Australia. Luego obtendrían el Tercer lugar frente a Escocia. Jugó su último mundial en Sudáfrica 1995 donde fueron derrotados en la final ante los Springboks.
| Mundial                       | Sede          | Resultado     | PJ | Tries |
| ----------------------------- | ------------- | ------------- | -- | ----- |
| Copa Mundial de Rugby de 1987 | Nueva Zelanda | Campeón       | 6  | 0     |
| Copa Mundial de Rugby de 1991 | Inglaterra    | Tercer puesto | 6  | 0     |
| Copa Mundial de Rugby de 1995 | Sudáfrica     | Subcampeón    | 5  | 1     |

## Palmarés
- Campeón del Rugby Championship de 1996 y 1997.
- Campeón del Super Rugby de 1996 y 1997.
- Campeón de la ITM Cup de 1984, 1985, 1987, 1988, 1989, 1990, 1993, 1994, 1995 y 1996.